# グラス・スティーガル法
グラス・スティーガル法（Glass-Steagall Act、1933年銀行法）は、1933年に制定されたアメリカ合衆国の連邦法である。連邦預金保険公社（FDIC）設立などの銀行改革を含む。いくつかの条項はレギュレーションQのような投機の規制を行うように設計されていた。それについては預金口座の金利を管理する連邦準備制度理事会（FRB）が1980年のDepository Institutions Deregulation and Monetary Control Actによって無効を認めた。また、銀行持株会社による他の金融機関の所有を禁止する条項は、グラム・リーチ・ブライリー法によって1999年11月12日に廃止された。

## 背景

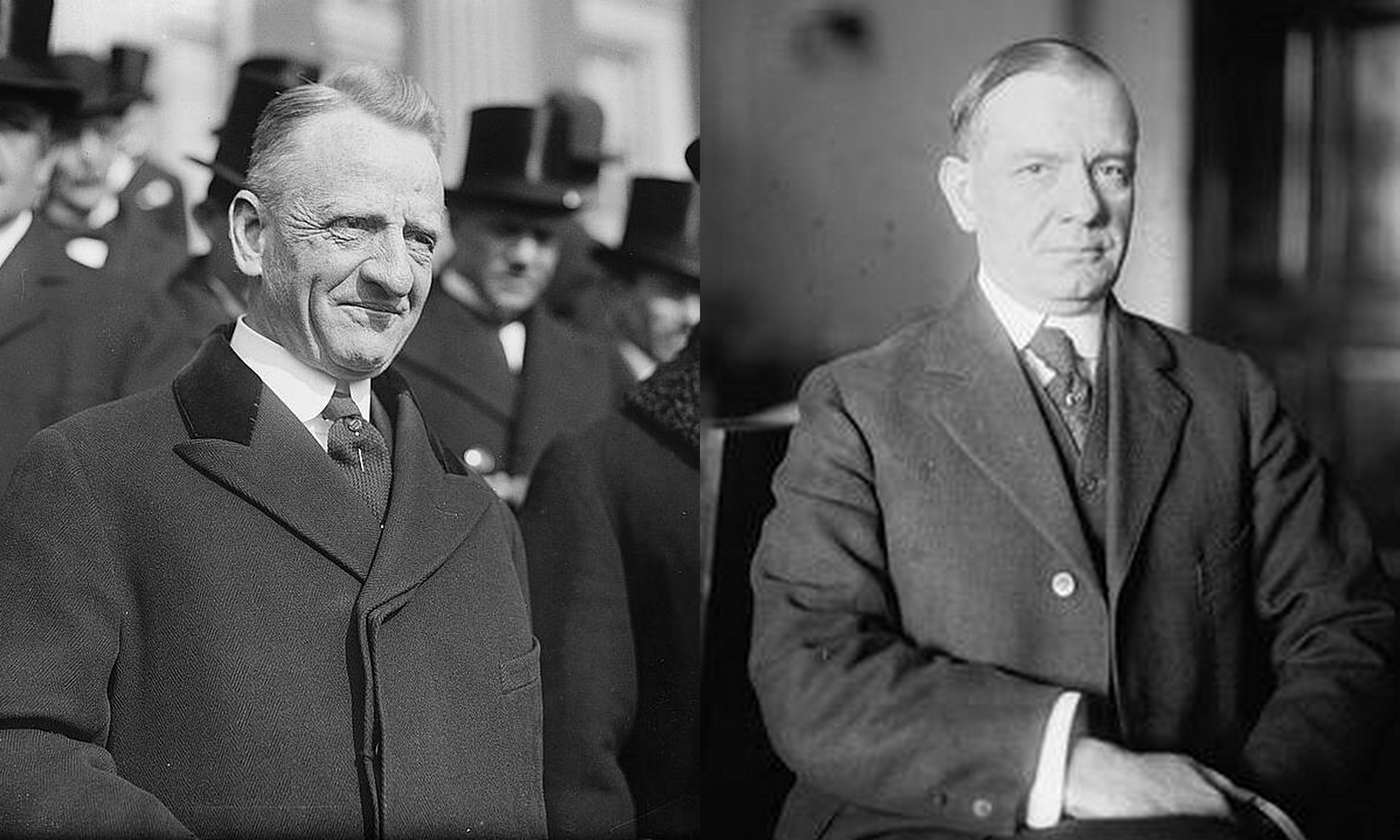
カーター・グラス（左）とヘンリー・スティーガル（右）

2つの別々のアメリカ合衆国法がグラス・スティーガル法と呼ばれている。
どちらも、バージニア州リンチバーグの民主党上院議員で元財務長官のカーター・グラスと、アラバマ州の民主党下院議員ヘンリー・B・スティーガル（銀行通貨委員会議長）が提出した。
最初のグラス・スティーガル法は、デフレーションを止める努力をするという内容で1932年2月に可決され、国債のような多くのタイプの資産を商業手形と同様に再割引を提供する連邦準備制度の能力を拡大した。第2のグラス・スティーガル法は、1933年前半のアメリカの商業銀行システムの大規模な崩壊に対応するもので、1933年に可決された。
共和党のハーバート・フーヴァー大統領は、1932年11月のアメリカ大統領選挙で民主党のフランクリン・ルーズベルトニューヨーク州知事に敗れたが、政権は1933年3月まで変わらなかった。死に体のフーヴァー政権と後任のルーズベルト政権は、1933年1月にヘンリー・フォード家が引き起こしミシガン州デトロイトで始まった取り付け騒ぎの抑止で協調して行動できなかったか、あるいはしようとしなかった。FRB議長ユージン・メイアーも、役に立たなかった。
多くの経済史家が崩壊の原因を1929年の株価大暴落から続いた経済問題（世界恐慌）にあると考えるが、経済学者の中には金に裏付けされた通貨が、ドルに対する信用を失った外国人と、合衆国が金本位制から離脱するのではないか（これはルーズベルト大統領が大統領令6102（1933年4月5日の金没収法）へ署名したことで実際に起きた）と恐れた国内の預金者によって引き出されたことにあると考える者もいる。
アメリカ議会図書館の議会調査局による要約によれば、
| 「 | 19世紀と20世紀の初期には、銀行家と株式仲買人は、時々見分けがつかなかった。それから、1929年以後の大恐慌において、議会は1920年代に起こった「商業」と「投資」銀行業の兼業を調べた。審理によって、一部の銀行業務機関の証券活動における利害対立と詐欺が明らかになった。これらの活動を混合することに対する恐るべき障害は、それからグラス・スティーガル法によって対処された。 | 」 |

としている。

### 他国への影響
グラス・スティーガル法は、銀行業務と証券業務の間で分離を維持する中国のような他の地域の金融システムに対する影響力を持った。2008年からの金融危機の余波において、中国での投資銀行と商業銀行の分離を維持することに対する支持は、依然として根強い。

## 最初のグラス・スティーガル法
最初のグラス・スティーガル法は、通貨（非正貨、紙幣など）を連邦準備制度に割り当てることを許可した最初の法律であった。

## 第2のグラス・スティーガル法
1933年6月16日に通過した第2のグラス・スティーガル法は、公式に1933年銀行法（Banking Act of 1933）と命名された。そして、それらの業務（商業銀行および投資銀行業務）とそれによる銀行の種類が分離（銀証分離）され、銀行預金に保険をかけるために連邦預金保険公社（FDIC）を設立することが規定された。それがアメリカの銀行業務規制により強い影響を及ぼしたことから、経済学における文献では通常グラス・スティーガル法として簡潔にこれに言及している。

## 法律の廃止
1981年シェアソン・レーブ・ローズがボストン・カンパニーを買収し、銀証分離撤廃を推進する上での既成事実と化した。
以降、なしくずしに連邦準備制度の政策でグラス・スティーガル法が骨抜きにされていった。
最終的に法律を廃止するための法案は、上院ではテキサス州の共和党議員フィル・グラムによって、下院ではアイオワ州の共和党議員ジム・リーチによって1999年に提出された。この請求は、上院では54対44、下院では343対86で、それぞれ共和党による賛成多数で可決された。上院と下院を通過した後、上院で提出されたものと下院で提出されたものとの違いを解消するために、両院協議会に持ち込まれた。違いを解消した最終的な法案は、それぞれ上院90対8（棄権1）、下院362対57（棄権15）で可決された。法案は、1999年11月12日にビル・クリントン大統領によって署名された（グラム・リーチ・ブライリー法が制定）。
銀行業界は、少なくとも1980年代からグラス・スティーガル法の廃止を求めていた。グラス・スティーガル法は、法案廃止前に既に形骸化していたと指摘されている。1998年、シティバンクが投資銀行であるソロモン・ブラザーズ（当時はソロモン・スミス・バーニー）を傘下に収める際、連邦準備制度理事会によるグラス・スティーガル法の当時の法律解釈に基づき、商業銀行が投資銀行業務を保有することが許可された。1987年に、議会調査局はグラス・スティーガル法の維持に賛成した場合と反対した場合を調査した報告書を発表した。

### グラス・スティーガル法を維持することに賛成する議論
1. 法が制定された当初の状況によれば、信用貸出をおこなう金融機関が同時にみずから信用投資をおこなっていたことに特徴があり、これは銀行と顧客の利害対立を内包していた（利益相反関係）。利益相反取引を禁止するための銀行内部統制の取り扱いはグラス・スティーガル法を廃止するさいの重大な課題であった。
2. 預金保険公社は、他人のお金を管理にすることによって巨大な資産を保護対象としている。ローンであるにせよ投資であるにせよ、預金保険が適用される範囲は、それが堅実な貸付にまわされると予定されているものに限定されるべきであり、株式の購入やその他の変動性資産など巨大なリスクにさらされる可能性のあるものへの保護は制限されなければならない。それは公的な預金保険を担保とした過剰なリスクテイクをなくすことで公正で健全な競争を保護するためにもなる。
3. 証券業務は危険であることがありえ、それはしばしば巨大な損失に至る。そのような損失は、預金の健全性を脅かしてきた。預金保険公社が証券損失の結果として崩壊することになれば、政府および国民は預金保険を破たんさせないために高い額を支払うことを要求されるかもしれない。
4. 預金保険公社は、リスクを抑制するために運営されると推測される。運営者は、このようにより投機的な証券業を慎重に機能するように調整できないかもしれない。例として、1970年代から1980年代の、銀行持株会社が運営していた不動産投資信託の破綻という苦い経験がある。

### 法律を維持することに反対する議論
1. 預金保険制度は現在、ローン、証券と預金の区別がほとんどされない「規制が撤廃された」金融市場で動作する。それらはそれほど厳しく管理されない証券会社や、法律からの多くの規制なしで動いている外国の金融機関に市場占有率を奪われている。
2. 利害対立は彼らに対して法律を守らせることや、金融機関が明確に別々の子会社をつくることを通じ貸出と信用機能を切り離すことによって防ぐことができる。
3. 預金保険公社が求めている証券活動は、多様化でそれらの本来の低いリスクにすることと提供している組織の総合的な危険性を減らすことの両方である。
4. 他の世界の多くで、預金保険制度は銀行業務と証券市場の両方で、うまく動作する。それらの経験から学んだ教えは、我々の金融構造と規制に適用させることができる[7]。

## 廃止後の出来事
1999年の法律の廃止は、不動産担保証券（MBS）と債務担保証券（CDO）のような手法の保険を引き受け、交換し、いわゆるStructured investment vehicle（SIV）を確立するために、シティグループ（米国最大の銀行）のような商業的貸手がそれらの証券を買うことを可能にした。
『All Your Worth：Ultimate Lifetime Money Plan』（Free Press、2005年 ISBN 0-7432-6987-X）の共著者エリザベス・ウォーレンと、不良資産救済プログラムの議会監視委員会を構成する5人の外部専門家のうちの1人は、この法律の廃止が2008年からの世界金融危機の一因になったとしたが、何人かはグラス・スティーガル法の廃止によって許可された柔軟性の増加が一部のアメリカの銀行の倒産を軽減したか、防いだとしている。
法廃止の前年には、サブプライムローンはちょうど全ての抵当貸出の5%であった。それが、信用危機が2008年にピークに達する頃には30%近くになっていた。この相関関係が必ずしも原因の徴候であるというわけではないが、その期間の間にサブプライムローン市場に影響を与えたいくつかの他の重要な出来事があった。これらは、Mark-to-Market Accounting、バーゼル合意の実施、変動利付抵当の上昇などの採用を含む。

## 再制定の提案
2009年12月中旬に、アリゾナ州のジョン・マケイン上院議員とワシントン州のマリア・キャントウェル上院議員は共同でグラス・スティーガル法の再制定を提案した。その内容は、1933年の制定時から1999年の最初の廃止時まで効力を持っていた、商業銀行業務および投資銀行業務の分離を再び課すことである。
2013年7月、エリザベス・ウォーレン上院議員は、ジョン・マケイン上院議員、マリア・キャントウェル上院議員およびアンガス・キング上院議員と共に、「21世紀グラス・スティーガル法（the 21st Century Glass–Steagall Act）」を提案した。
また元FRB議長のポール・ボルカーは、グラス・スティーガル法再制定を主張する中心人物である（ボルカー・ルール）。